# محمد بن موسی (بازیکن فوتبال)
محمد بن موسی (انگلیسی: Mohamed Ben Mouza؛ زادهٔ ۵ آوریل ۱۹۵۴) بازیکن بازنشته فوتبال در پست مهاجم اهل تونس است.

## باشگاهی
از باشگاه‌هایی که در آن بازی کرده‌است می‌توان به باشگاه فوتبال آفریقایی اشاره کرد.

## تیم ملی
وی عضو تیم ملی فوتبال تونس در جام جهانی فوتبال ۱۹۷۸ بوده است.